# Procesy załogi Bełżca
Procesy załogi Bełżca – procesy członków personelu niemieckiego nazistowskiego obozu zagłady w Bełżcu, które po zakończeniu II wojny światowej toczyły się przed sądami w Polsce, Niemczech Zachodnich i ZSRR.
Obóz w Bełżcu był pierwszym z trzech ośrodków zagłady utworzonych przez Niemców w ramach akcji „Reinhardt”. W latach 1942–1943 zgładzono w nim około 450 tys. Żydów. Jedyny proces członków jego niemieckiego personelu odbył się w Monachium w latach 1963–1965. Z powodu braku wystarczających dowodów, które świadczyłyby o indywidualnej winie oskarżonych, sąd umorzył postępowanie przeciw siedmiu spośród ośmiu byłych esesmanów. Odpowiedzialność karną za zbrodnie popełnione w obozie poniósł jedynie Josef Oberhauser; skazano go na 4,5 roku pozbawienia wolności.
W 1948 roku w Zamościu odbył się proces Rudolfa Göckla, niemieckiego zawiadowcy stacji w Bełżcu, który zakończył się wyrokiem uniewinniającym. W pierwszej połowie lat 60. kilka procesów byłych strażników obozu w Bełżcu odbyło się w Związku Radzieckim. Wielu oskarżonych zostało wtedy skazanych na karę śmierci.

## Tło historyczne
Obóz w Bełżcu był jednym z trzech ośrodków zagłady utworzonych przez Niemców w ramach akcji „Reinhardt”. Rozpoczął funkcjonowanie w marcu 1942 roku; prowadzono w nim eksterminację ludności żydowskiej. Z szacunków Roberta Kuwałka wynika, że liczba ofiar Bełżca sięgnęła 440–453 tys. osób. W czerwcu 1943 roku obóz został zlikwidowany; rozebrano ogrodzenie i wszystkie budynki, a na terenie poobozowym zasadzono młode drzewa. Ostatnich więźniów wywieziono do obozu zagłady w Sobiborze, gdzie zostali zamordowani. Szacuje się, że wojnę przeżyło nie więcej jak 2–4 więźniów.
W skład obozowej załogi wchodziło przeciętnie około 20 Niemców i Austriaków. Byli to funkcjonariusze SS; większość z nich uczestniczyła wcześniej w akcji T4, czyli eksterminacji osób chorych psychicznie i niepełnosprawnych umysłowo. Niemiecki personel wspomagała kompania wartownicza złożona z około 90–130 strażników (wachmanów). Rekrutowali się oni spośród tzw. Trawniki-Männer, czyli wschodnioeuropejskich kolaborantów, których przeszkolono w obozie SS w Trawnikach. W większości wypadków byli to sowieccy jeńcy wojenni, którzy z różnych powodów zgodzili się przejść na służbę niemiecką. Do 2016 roku historykom udało się ustalić nazwiska 37 esesmanów oraz 101 wachmanów, którzy pełnili służbę w Bełżcu.

## Proces Rudolfa Göckla w Zamościu
Rudolf Göckel był niemieckim kolejarzem, który w czasie okupacji pracował jako zawiadowca na stacji w Bełżcu. Do jego zadań należało m.in. kierowaniem parowozem, przy którego pomocy wtaczano do obozu wagony z żydowskimi ofiarami. Po „opróżnieniu” transportu wraz z esesmanami i wachmanami sprawdzał wagony w poszukiwaniu ukrytych osób.
W 1946 roku Göckla aresztowano w sowieckiej strefie okupacyjnej w Niemczech. W maju 1947 roku został on wydany władzom polskim. W kwietniu 1948 roku przed sądem okręgowym w Zamościu odbył się jego proces. Zakończył się wydaniem wyroku uniewinniającego, prawdopodobnie z powodu braku wystarczających dowodów winy. Decyzją prokuratora Najwyższego Trybunału Narodowego, Stefana Kurowskiego, Göckel pozostał jednak w więzieniu. Był przetrzymywany w zakładach karnych w Zamościu, Lublinie i Warszawie. W 1950 roku został zwolniony na mocy amnestii. Zamieszkał w Niemczech Zachodnich. Niemieccy śledczy zamierzali go przesłuchać w związku z dochodzeniem prowadzonym w sprawie Bełżca, jednak zanim to nastąpiło Göckel zmarł z przyczyn naturalnych (1960).

## Proces załogi Bełżca w Monachium

### Śledztwo
28 lipca 1959 roku powołana rok wcześniej Centrala Badania Zbrodni Narodowosocjalistycznych w Ludwigsburgu wszczęła śledztwo w sprawie zbrodni popełnionych w Bełżcu. Prowadził je prawnik Dietrich Zeug. Od samego początku napotykano problemy w dotarciu do dowodów w postaci dokumentów lub zeznań świadków. Dopiero nawiązanie współpracy z izraelskim instytutem Jad Waszem pozwoliło zidentyfikować pierwszych podejrzanych, w tym przede wszystkim Josefa Oberhausera – adiutanta komendanta, jedynego z żyjących członków kierownictwa obozu. Jednocześnie Izraelczycy zwrócili uwagę śledczych z Ludwigsburga na Rudolfa Redera – jedynego więźnia Bełżca, co do którego istniała szansa, iż pozostaje jeszcze przy życiu. Ponadto mimo braku stosunków dyplomatycznych między RFN a PRL zachodnioniemieckie organa ścigania uzyskały pomoc ze strony Głównej Komisji Badania Zbrodni Hitlerowskich w Polsce (GKBZH). Przekazała ona do Ludwigsburga wyniki śledztwa, które w latach 1945–1946 prowadziła w sprawie zbrodni popełnionych w Bełżcu.
W listopadzie 1959 roku śledczy przesłuchali dra Wilhelma Pfannenstiela – byłego oficera SS, specjalistę ds. higieny, który w sierpniu 1942 roku wraz z Kurtem Gersteinem wizytował obóz. Przesłuchanie nie przyniosło większych rezultatów. Z kolei na przełomie 1959/60 roku Centrali udało się nawiązać kontakt z zamieszkałym w Kanadzie Rederem. Na przesłanych listownie zdjęciach były więzień rozpoznał Oberhausera jako członka personelu Bełżca. W czasie bezpośredniej konfrontacji, do której doszło w Monachium w sierpniu 1960 roku, Reder stwierdził jednak, że nigdy wcześniej nie spotkał tego człowieka. W rezultacie sąd uchylił wystawiony na Oberhausera nakaz aresztowania. Wkrótce dzięki analizie dokumentów, które m.in. odnaleziono w archiwach Berlińskiego Centrum Dokumentacji oraz uzyskano od GKBZH, a także dzięki zeznaniom niektórych świadków, śledczym udało się dotrzeć do innych członków obozowej załogi. Ich zeznania do tego stopnia obciążyły Oberhausera, iż w listopadzie 1961 roku sąd wyraził zgodę na jego aresztowanie, co nastąpiło 4 grudnia tegoż roku.
Śledztwo w sprawie Bełżca koncentrowało się głównie na osobie Oberhausera. Niemniej śledczy zdołali zidentyfikować ośmiu innych podejrzanych. Mimo wielu wysiłków nie udało im się natomiast wpaść na trop Lorenza Hackenholta, esesmana który zaprojektował i obsługiwał komory gazowe Bełżca.

### Uwarunkowania prawne
W czasie, gdy toczyły się śledztwo i proces przeciw członkom załogi Bełżca, w zachodnioniemieckim kodeksie karnym (Strafgesetzbuch – StGB) brak było przepisów odnoszących się bezpośrednio do zbrodni ludobójstwa, zbrodni przeciwko ludzkości, czy też zbrodni wojennych. Z tego powodu osoby oskarżone o udział w najcięższych zbrodniach narodowego socjalizmu mogły być sądzone wyłącznie z artykułu 211 StGB (morderstwo). Zbrodnie nazistowskie, które były motywowane nienawiścią rasową – przede wszystkim związane z eksterminacją Żydów – były zazwyczaj kwalifikowane jako „morderstwo z niskich pobudek”, dokonane w sposób „okrutny” i „podstępny”. Sam fakt służby w obozie zagłady nie był wystarczającą przesłanką do wydania wyroku skazującego – oskarżonemu należało udowodnić, iż osobiście dokonywał zbrodni.
W latach 50. i 60. zachodnioniemieckie sądy rozpatrujące sprawy zbrodni nazistowskich przyjęły linię orzeczniczą, w myśl której za sprawców sensu stricto byli uznawani jedynie Adolf Hitler oraz członkowie ścisłej elity przywódczej III Rzeszy. Niższych rangą zbrodniarzy, będących wykonawcami ich rozkazów, zazwyczaj uznawano za „pomocników w morderstwie”. Podniesienie kwalifikacji czynu do „współsprawstwa w morderstwie” było możliwe jedynie w przypadku, gdy oskarżenie dysponowało dowodami świadczącymi, że oskarżony wykazywał się okrucieństwem i inicjatywą, które wykraczały poza standardowe wykonywanie rozkazów.
W tych okolicznościach dla uzyskania wyroku skazującego, a w szczególności wysokiego wymiaru kary, kluczowe były zeznania naocznych świadków – w praktyce przede wszystkim ocalałych ofiar. Jeżeli świadków brakowało lub ich zeznania uznano za zbyt mało wiarygodne, sądy zazwyczaj rozstrzygały wątpliwości na korzyść oskarżonych i wydawały wyroki uniewinniające lub wymierzały niskie kary.

### Przebieg procesu
Ze względu na fakt, iż jeden z podejrzanych, Hans Girtzig, cierpiał na stwardnienie rozsiane, prowadzone przeciw niemu śledztwo zostało umorzone. Akt oskarżenia przeciw ośmiu pozostałym esesmanom wniesiono 8 sierpnia 1963 roku. W ocenie prokuratury dostępne dowody wskazywały, iż oskarżeni byli świadomi bezprawności swoich czynów oraz mieli możliwość uniknięcia udziału w eksterminacji Żydów – na przykład poprzez uzyskanie przeniesienia z Bełżca. Uznano jednocześnie, że działali w ramach ściśle hierarchicznej struktury dowodzenia i nie wykazywali się zbrodniczą inicjatywą. Z tych względów prokuratura zdecydowała się postawić im jedynie zarzut pomocnictwa w masowym mordzie. Głównym oskarżonym był de facto Josef Oberhauser.
| Imię i nazwisko   | Stopień             | Zadania wykonywane w obozie                                                                      | Zarzuty                                  |
| ----------------- | ------------------- | ------------------------------------------------------------------------------------------------ | ---------------------------------------- |
| Josef Oberhauser  | SS-Obersturmführer  | adiutant komendanta, trzecia osoba w obozowej hierarchii                                         | pomocnictwo w zamordowaniu 450 tys. osób |
| Werner Dubois     | SS-Oberscharführer  | nadzór nad komandem kopiącym masowe groby, przeprowadzanie egzekucji w „lazarecie”               | pomocnictwo w zamordowaniu 360 tys. osób |
| Erich Fuchs       | SS-Scharführer      | udział w budowie komór gazowych                                                                  | pomocnictwo w zamordowaniu 90 tys. osób  |
| Heinrich Gley     | SS-Oberscharführer  | nadzór nad rampą i rozbieralnią, przeprowadzanie egzekucji w „lazarecie”                         | pomocnictwo w zamordowaniu 170 tys. osób |
| Robert Jührs      | SS-Unterscharführer | nadzór nad komandami pracującymi w tzw. obozach I i II                                           | pomocnictwo w zamordowaniu 360 tys. osób |
| Karl Schluch      | SS-Unterscharführer | nadzór nad „śluzą” – korytarzem łączącym rozbieralnię w obozie I z komorami gazowymi w obozie II | pomocnictwo w zamordowaniu 360 tys. osób |
| Heinrich Unverhau | SS-Unterscharführer | nadzór nad komandem, które sortowało odebrane ofiarom mienie                                     | pomocnictwo w zamordowaniu 360 tys. osób |
| Ernst Zierke      | SS-Unterscharführer | nadzór nad rampą i rozbieralnią                                                                  | pomocnictwo w zamordowaniu 360 tys. osób |

Żaden z oskarżonych nie zaprzeczył, iż uczestniczył w eksterminacji Żydów, ani nie twierdził, że nie był świadomy, iż była ona sprzeczna z prawem obowiązującym w III Rzeszy. Ich linia obrony opierała się przede wszystkim na twierdzeniu, że działali pod przymusem. Utrzymywali jednocześnie, że uzyskanie przeniesienia z obozu było w zasadzie niemożliwe, a oni sami usiłowali w miarę możliwości minimalizować swój udział w masowym zabijaniu. Obrona zdołała skutecznie skoncentrować uwagę sądu na postaciach nieżyjących komendantów: Christiana Wirtha i Gottlieba Heringa, jednocześnie spychając czyny samych oskarżonych na dalszy plan. Podkreślała, że obaj komendanci, a w szczególności Wirth – fanatyczny nazista, którego charakteryzowała nieprzewidywalność i skrajna brutalność – zaprowadzili w Bełżcu rządy terroru, w obliczu których jakikolwiek sprzeciw był niemożliwy. Każdy z oskarżonych miał być przekonany, że odmowa wykonania ich rozkazów jest równoznaczna z samobójstwem. Heinrich Unverhau sugerował również, że proces eksterminacji był realizowany zasadniczo rękoma żydowskich więźniów, których pozostawiono przy życiu, aby pracowali w obozowych komandach roboczych.
Strategia przyjęta przez obronę okazała się skuteczna, gdyż prokuratura nie dysponowała istotnymi dowodami, a w szczególności zeznaniami naocznych świadków, które pozwalałyby podważyć spójną wersję oskarżonych. Niewystarczające okazały się zeznania Rudolfa Redera, który nie był w stanie obciążyć żadnego z oskarżonych, lecz przedstawił jedynie ogólną ocenę, iż podczas pobytu w Bełżcu u żadnego z esesmanów nie dostrzegł wahań, czy też niechęci do mordu. Prokuratura nie wezwała na świadka żadnego Polaka, w tym żadnego mieszkańca Bełżca, prawdopodobnie z góry zakładając, że ich zeznania będą niewiarygodne. Do materiałów dowodowych nie włączono także dokumentów przekazanych przez Główną Komisję Badania Zbrodni Hitlerowskich w Polsce. W oczach sędziów na korzyść większości oskarżonych przemawiał ponadto fakt, iż byli jedynie szeregowymi wykonawcami „ostatecznego rozwiązania”. Ostatecznie postanowieniem z 30 stycznia 1964 roku sąd krajowy w Monachium zdecydował o umorzeniu postępowania przeciw Wernerowi Dubois, Erichowi Fuchsowi, Heinrichowi Gleyowi, Robertowi Jührsowi, Karlowi Schluchowi, Heinrichowi Unverhauowi i Ernstowi Zierkemu. Prokuratura zaskarżyła wyrok, jednak został on w lipcu 1964 roku utrzymany przez sąd apelacyjny.
Jedynym oskarżonym pozostał Josef Oberhauser. Jego proces rozpoczął się w styczniu 1965 roku. Początkowo obrona powołała się na zasadę ne bis in idem, wskazując, że w 1948 roku Oberhauser został skazany przez sąd w sowieckiej strefie okupacyjnej w Niemczech na karę 15 lat pozbawienia wolności. Prokuratura zdołała jednak udowodnić, że zasada ta nie miała w tym wypadku zastosowania, gdyż skazano go wyłącznie za udział w akcji T4 oraz przynależność do SS. W tej sytuacji obrońcy podnieśli argument przymusu, który wcześniej z powodzeniem zastosowali inni oskarżeni. Strategia ta okazała się jednak nieskuteczna, gdyż oskarżenie było w stanie udowodnić, że Oberhauser należał do ścisłego kierownictwa obozu. Co więcej, do tego stopnia cieszył się zaufaniem i uznaniem komendanta Wirtha, iż gdy ten w sierpniu 1942 roku objął stanowisko inspektora wszystkich obozów akcji „Reinhardt”, zabrał Oberhausera ze sobą do Lublina jako adiutanta. Okolicznością obciążającą był również fakt, iż oskarżony – mimo swojego skromnego wykształcenia – w uznaniu zasług położonych w czasie akcji „Reinhardt” został awansowany na oficerski stopień SS-Untersturmführera.
Sąd krajowy w Monachium ogłosił wyrok 12 kwietnia 1965 roku. Oberhauser został uznany winnym pomocnictwa w pięciu przypadkach mordu na co najmniej 150 osobach – poprzez nadzorowanie „rozładunku” transportów, w których te ofiary przywieziono do Bełżca. Uznano go także winnym pomocnictwa w zgładzeniu około 300 tys. osób – poprzez zapewnienie materiałów niezbędnych do budowy komór gazowych. Został skazany na karę 4,5 roku pozbawienia wolności, z czego jednak odsiedział zaledwie połowę. Był jedynym członkiem niemieckiej załogi, który poniósł odpowiedzialność karną za zbrodnie popełnione w Bełżcu.

## Procesy wachmanów z Bełżca w ZSRR
W pierwszej połowie lat 60. w Związku Radzieckim odbyło się kilka procesów, w których na ławie oskarżonych zasiedli byli Trawniki-Männer. W latach 1962–1963 w Kijowie sądzono jedenastu strażników z załogi obozu zagłady w Sobiborze. Z kolei w czerwcu 1965 roku sąd w tym samym mieście skazał na karę śmierci trzech wachmanów, którzy służyli w Bełżcu i Sobiborze. W tym samym roku kolejny proces odbył się w Krasnodarze. Na ławie oskarżonych zasiadło sześciu strażników z Bełżca i Sobiboru. Wszystkich skazano na karę śmierci. Na procesach tych zeznawali świadkowie z Polski, w tym kilku mieszkańców Bełżca.
Wśród wachmanów z załóg Bełżca i Sobiboru, którzy zostali skazani i straceni w ZSRR, byli m.in. Wasyl Bialakow, Nikołaj Matwijenko, Iwan Nikoforow, Wasyl Podienko, Emanuel Schultz, Iwan Tichonowski i Iwan Zajczew.